# Syncerus
A Syncerus az emlősök (Mammalia) osztályának párosujjú patások (Artiodactyla) rendjébe, ezen belül a tülkösszarvúak (Bovidae) családjába és a tulokformák (Bovinae) alcsaládjába tartozó nem.

## Kifejlődésük
Eddig Eurázsiából és Afrikából számos bivalykövület került elő. A kövületek molekuláris vizsgálata azt mutatta, hogy a Bubalina és Bovina alnemzetségek körülbelül 13,7 millió évvel ezelőtt, azaz a miocén kor közepetáján váltak ketté. A Syncerus és a Bubalus nemek pedig ugyanennek a kornak a vége felé, vagyis 9,1-8,2 millió évvel ezelőtt váltak szét. Ez a kor megfelel annak, amikor a mai kafferbivaly őse átkelt Ázsiából Afrikába.

## Rendszerezés
A nembe az alábbi 1 élő faj és 1 fosszilis faj tartozik:
- †Syncerus acoelotus (Gentry & Gentry, 1978)
- kafferbivaly (Syncerus caffer) (Sparrman, 1779) - típusfaj

A fenti bizonyítottan fosszilis Syncerus-faj mellett, egyes paleontólogusok számon tartják a Syncerus antiquus-t (Duvernoy, 1851) is; viszont mások szerint ez az állat a Pelorovis nembe tartozik, Pelorovis antiquus név alatt.

## Fordítás
- Ez a szócikk részben vagy egészben  a   Bubalina#In_fossil_record című angol Wikipédia-szócikk ezen változatának fordításán alapul.  Az eredeti cikk szerkesztőit annak laptörténete sorolja fel. Ez a jelzés csupán a megfogalmazás eredetét és a szerzői jogokat jelzi, nem szolgál a cikkben szereplő információk forrásmegjelöléseként.